# Obrat, Benedikt
Obrat je naselje v osrednjem delu Slovenskih goric v Občini Benedikt. Nahaja se ob dolini potoka Drvanja.

## Zgodovina
Na območju Obrata se nahajajo štiri delno ohranjene rimske gomile ter ostanki dveh stavb iz rimskega obdobja, kar priča, da je to področje bilo že zgodaj poseljeno.
V listinah je Obrat omenjen leta 1445. Takrat je bilo v kraju 8 kmetij.

## Geomorfološke značilnosti
Reliefne značilnosti so predvsem posledica geološke zgradbe in geološkega delovanja. Obravnavano območje se nahaja na prehodu cmureške in radgonske antiklinale, ki prehaja v ljutomersko sinklinalo. Celotno območje Slovenskih goric sicer visi proti jugovzhodu. Pomemben dejavnik je tudi kamninska zgradba. Območje sestavljajo mlajši miocenski sedimenti, ki so praviloma manj odporni in bolj izpostavljeni procesom preperevanja in eroziji. Ti dejavniki se predvsem odražajo v gričevnati pokrajini z nizkimi relativnimi višinami, ter položnimi pobočji, ki se počasi spuščajo proti dnom dolin potokov. 
Vendar nam podrobnejši pogled na reliefne značilnosti pokaže drobne razlike. Ena izmed teh je asimetrija doline  Drvanje ter zamaknjenost struge proti vzhodu. Struga potoka se je namreč v razvoju reliefa zaradi tektonskega vpada proti jugozahodu pomikala v tej smer in tako močneje najedala in erodirala le levi breg med tem, ko je desni breg ostal v erozijskem zatišju. Na desnem bregu je bila intenzivnejša akumulacija. Na tem območju so v splošnem vzhodnejša pobočja bolj strma kakor zahodna. 
Prevladujoča reliefna tipa na tem območju sta sleme in dolinsko dno. Slemena potekajo generalno v smeri sever-jug, kar je posledica delovanja potokov Drvanja in Ročica. Na teh slemenih so se ljudje v preteklosti kar pogosto naseljevali, razlog za to je predvsem dejstvo, do se bile nekoč doline potokov dokaj zamočvirjene. Na dnu dolin ne moremo opaziti izrazitih teras, saj pobočja blago prehajajo vse do struge korit potokov.
Največja absolutna nadmorska višina na naselja je 290 m, najnižja pa 234 m ob potoku Drvanja. Relativne višine ne presegajo niti 60 m. Nadmorske višine se generalno gledano zmanjšujejo iz vzhoda proti zahodu ter iz severa prati jugu. 
Nakloni na obravnavanem območju ne dosegajo tako velikih vrednosti kakor drugod po Slovenskih goricah. Zaradi tega je zmanjšano erozijsko delovanje. Ponekod na nekoliko bolj strmih pobočjih se nahajajo posamezni manjši zemeljski plazi. Majhni naklonov pobočij omogočajo izrabo zemlje za kmetijske namene tudi na pobočjih. 
Zaradi takšne izoblikovanosti terena je to območje primerno za kmetijstvo.